# Mlecz polny
Mlecz polny (Sonchus arvensis L.) – gatunek rośliny z rodziny astrowatych. Występuje w całej Europie, w środkowej i zachodniej Azji, na Syberii, Kaukazie i w Afryce Północnej (Algieria, Maroko, Tunezja). Rozprzestrzenił się też gdzieniegdzie poza tym rodzimym obszarem swojego występowania. W Polsce jest pospolity na niżu i w niższych położeniach górskich.

## Morfologia

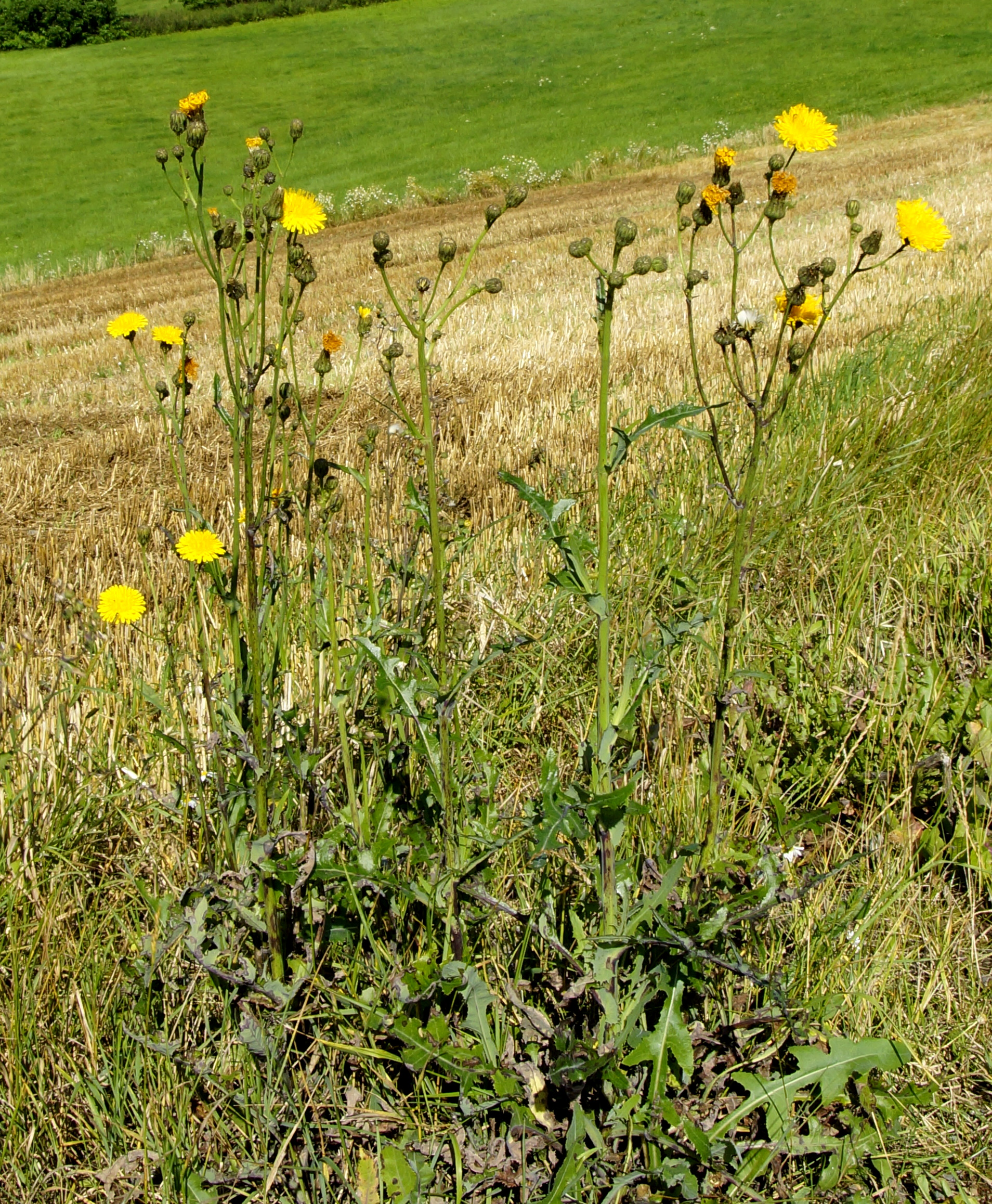
Pokrój

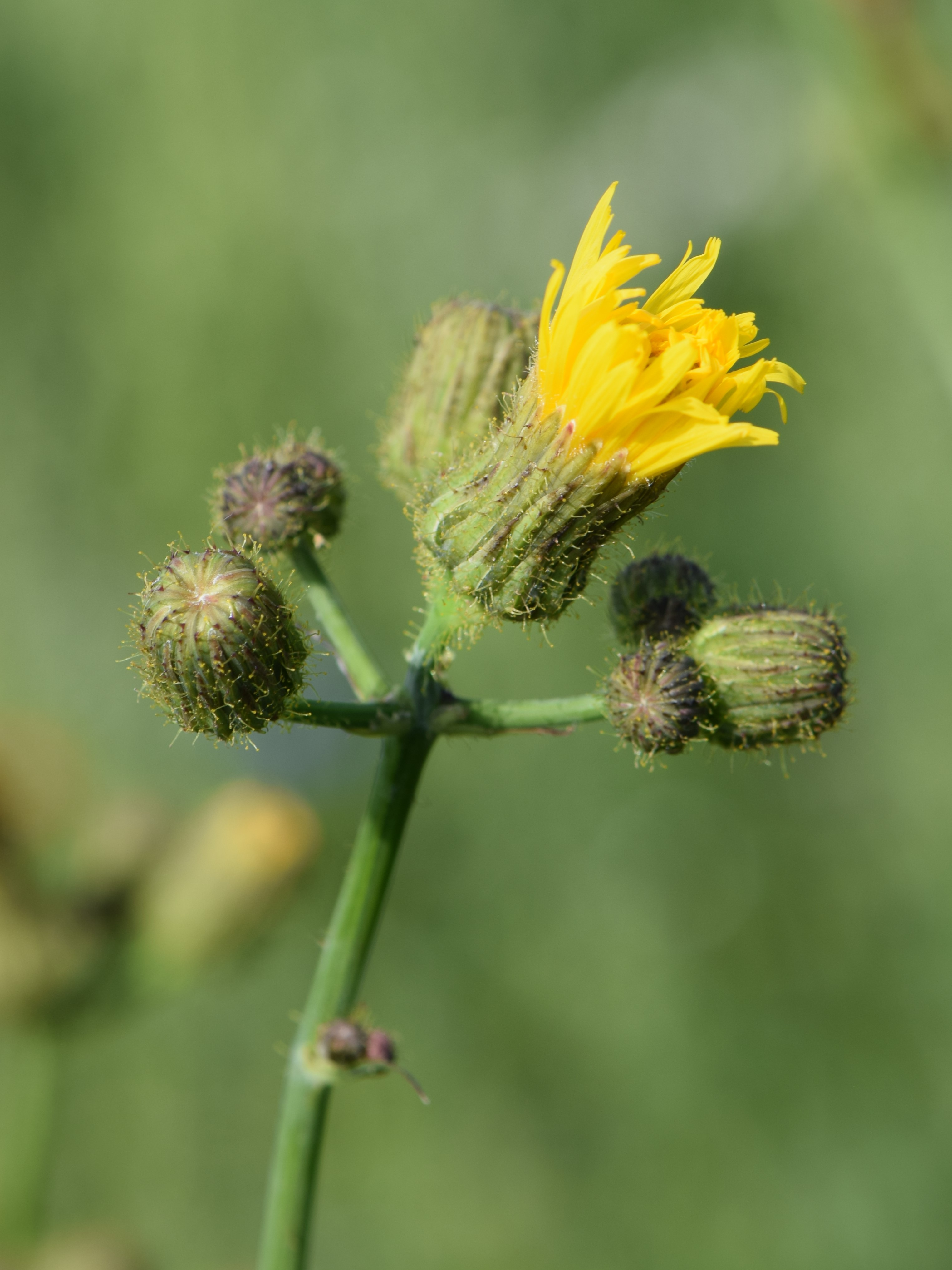
Koszyczek subsp. arvensis

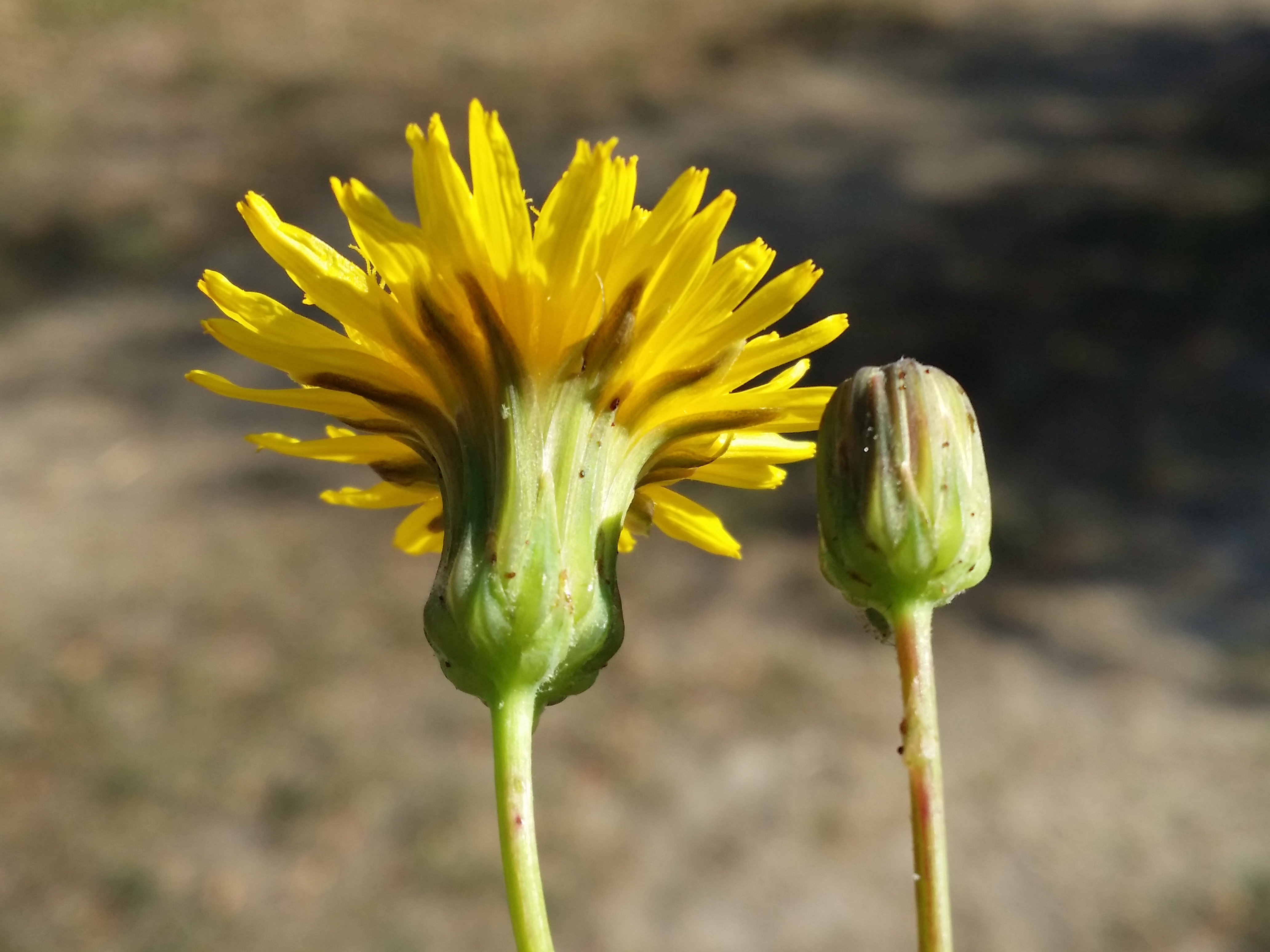
Koszyczek subsp. uliginosus

ŁodygaSztywna, pusta, dołem naga, dorastająca do 60–150 cm wysokości. Pod ziemią roślina wytwarza bardzo kruche, czołgające się kłącze.
LiścieLiście na brzegach nierówno kolczasto ząbkowane, wrębne lub pierzastodzielne o sercowatej nasadzie. Często o sinej barwie.
KwiatyZebrane w nielicznych koszyczkach tworzących podbaldach, języczkowe, żółte, obupłciowe. Słupki o żółtych szyjkach. Koszyczki o średncy 4–5 cm, ich okrywa i szypułka gęsto ogruczolone. Po południu i przy złej pogodzie koszyczki kwiatowe zamykają się.
OwocCiemnobrunatna niełupka z puchem kielichowym, obustronnie 5-żebrowa.

## Biologia i ekologia
Bylina, hemikryptofit. Kwitnie od czerwca do października, owoce rozsiewane są przez wiatr. Występuje na łąkach i w zaroślach, a także jako chwast w zbożach oraz w ogrodach i roślinach okopowych. Gatunek wyróżniający dla rzędu (O.) Polygono-Chenopodietalia.
Gatunek opisywany był jako roślina trująca dla bydła i, zwłaszcza, dla owiec, co przypisywano zawartości alkaloidów. W istocie jednak ich zawartość jest śladowa, niższa niż u innych zielonych warzyw liściastych. Inne badania sugerują, że mlecz polny sam w sobie nie jest trujący, ale – podobnie jak wiele innych roślin liściastych – w glebach o wysokiej zawartości związków azotu (azotanów – głównie azotanu potasu, czyli sztucznych nawozów) może kumulować je w szkodliwych dawkach.